# Ambarrusok
Ambarrusok, ókori gall nép, Gallia Lugdunensis egyik törzse. A haeduusok és az allobrogok közt éltek, az előbbiek cliensei voltak. Fővárosuk Lugdunum volt. Az egyik legjobb forrás róluk Julius Caesar „De bello Gallico” című munkája (1, 11):
„…Ugyanakkor a haeduusokkal rokon és baráti viszonyban élő ambarrusok is arról értesítették Caesart, hogy földjeiket végigpusztították, sőt már városaikat is csak nagy nehezen tarthatják az ellenség támadásaival szemben.”